# Pseudosphex rubripalpus
Pseudosphex rubripalpus är en fjärilsart som beskrevs av George Francis Hampson 1901. Pseudosphex rubripalpus ingår i släktet Pseudosphex och familjen björnspinnare. Inga underarter finns listade.